# Saint-Florentin (Yonne)
Saint-Florentin è un comune francese di 4 941 abitanti situato nel dipartimento della Yonne nella regione della Borgogna-Franca Contea.

## Monumenti e luoghi d'interesse
La chiesa di San Fiorentino notevole per il suo stile gotico/rinascimentale.

## Società

### Evoluzione demografica
Abitanti censiti